# Park safari

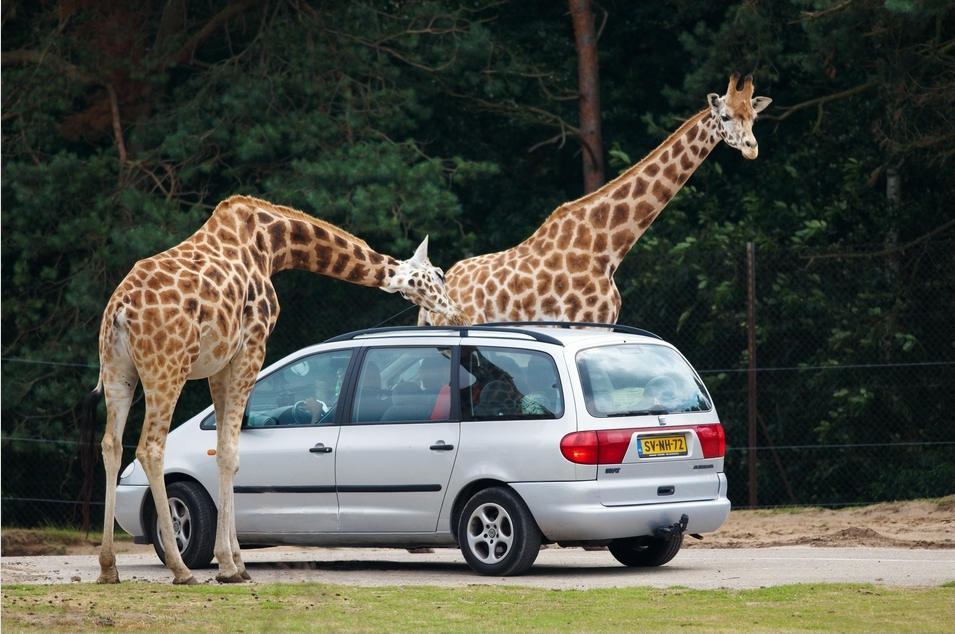
Żyrafy w holenderskim Safaripark Beekse Bergen

Park safari – rodzaj ogrodu zoologicznego, komercyjnie prowadzona atrakcja turystyczna. W przeciwieństwie do ogrodu zoologicznego, zwierzęta nie są umieszczone w klatkach, lecz poruszają się swobodnie w wydzielonych dla nich strefach. Goście, będąc w samochodzie lub autobusie, oglądają przedstawicieli różnych gatunków z bliska.

## Etymologia nazwy
Nazwa safari wywodzi się z języka kiswahili i oznacza "nasafiri" podróż.

## Historia
Wraz z kolonizacją Afryki arystokracja europejska zaczęła interesować się bogatą fauną i do głębi Czarnego Lądu wyruszały wycieczki i karawany.
W 1966 roku otworzono pierwszy Longleat Safari Park.
9 maja 1946 na terenie znacjonalizowanego prywatnego parku i pałacu przemysłowca branży tekstylnej Richarda Neumanna otwarty został w Dvůr Králové nad Labem ogród zoologiczny o powierzchni 6,5 ha. W latach 1956–1965 ZOO zostało powiększone do 28 ha i było najnowocześniejszym tego typu obiektem w Czechosłowacji. W latach 70. XX w Ogród zorganizował 8 ekspedycji do Afryki, z których przywieziono 2000 zwierząt i od tamtej pory Zoo Dvůr Králové specjalizuje się w zwierzętach Afryki. 8 maja 1989 otwarto tu pierwsze w tej części Europy park safari.
Pierwszy w Polsce park safari otwarty został dnia 27 lipca 1996 roku w Świerkocinie w pobliżu Parku Narodowego Ujście Warty w gminie Witnica. Od maja 2017 park w Świerkocinie jest nieczynny, a jako oficjalną przyczynę podano prace remontowe, według początkowych doniesień działania te miały trwać do kwietnia 2018, ale safari zostało zamknięte. 